# Arroyo Partido
El arroyo Partido es un cuerpo de agua ubicado en el sudoeste de la provincia del Neuquén, República Argentina. Se encuentra a 20 km de la ciudad de San Martín de los Andes.  Se caracteriza por ser una divisoria de aguas, sus aguas se bifurcan en dos brazos que desembocan en dos océanos diferentes: el Atlántico y el Pacífico.

## Divisorias de aguas
Divortium aquarum es una expresión latina que significa divisoria de aguas. Es una línea imaginaria que traza la separación entre dos vertientes o cuencas fluviales limítrofes. Se recurre con frecuencia a las divisorias de aguas como criterio para establecer tramos de fronteras en regiones con alta densidad de cauces fluviales y escasez de otras referencias geográficas o falta de fronteras históricas, por lo tanto las divisorias de aguas poseen generalmente una gran importancia geopolítica a la hora de determinar límites fronterizos de departamentos, provincias, países, etc.
Generalmente las divisorias de aguas corren por un sector alto (una loma, cordillera, etc.), pero en el caso de este arroyo ocurre un curioso y muy raro fenómeno natural, donde la divisoria de aguas corre por el lecho mismo de un cauce fluvial, lo que lo convierte en un extraordinario suceso natural.  
El más famoso de estos casos es el del Brazo Casiquiare, también conocido como canal del Casiquiare; es un río venezolano situado en el estado Amazonas, tributario del río Amazonas a través del río Negro. Conecta el sistema del río Orinoco con el del río Negro.

## El caso del arroyo Partido

### Nacimiento
El nacimiento del torrente se produce a unos 2000 m s. n. m. en el Cordón de Chapelco; las aguas de vertiente y de deshielo provenientes de la cumbre del cerro Chapelco forman un pequeño arroyo que fluye hacia el oeste llegando hasta el «Bajo de los Leones» y a la Ruta Nacional 40 a la que cruza bajo un puente. Se le denomina "Partido" por la razón de que sus aguas justo allí tropiezan con unas piedras y se dividen en dos brazos claramente diferenciados, y cada parte va a parar a dos océanos diferentes.

### Brazo que va hacia el océano Atlántico

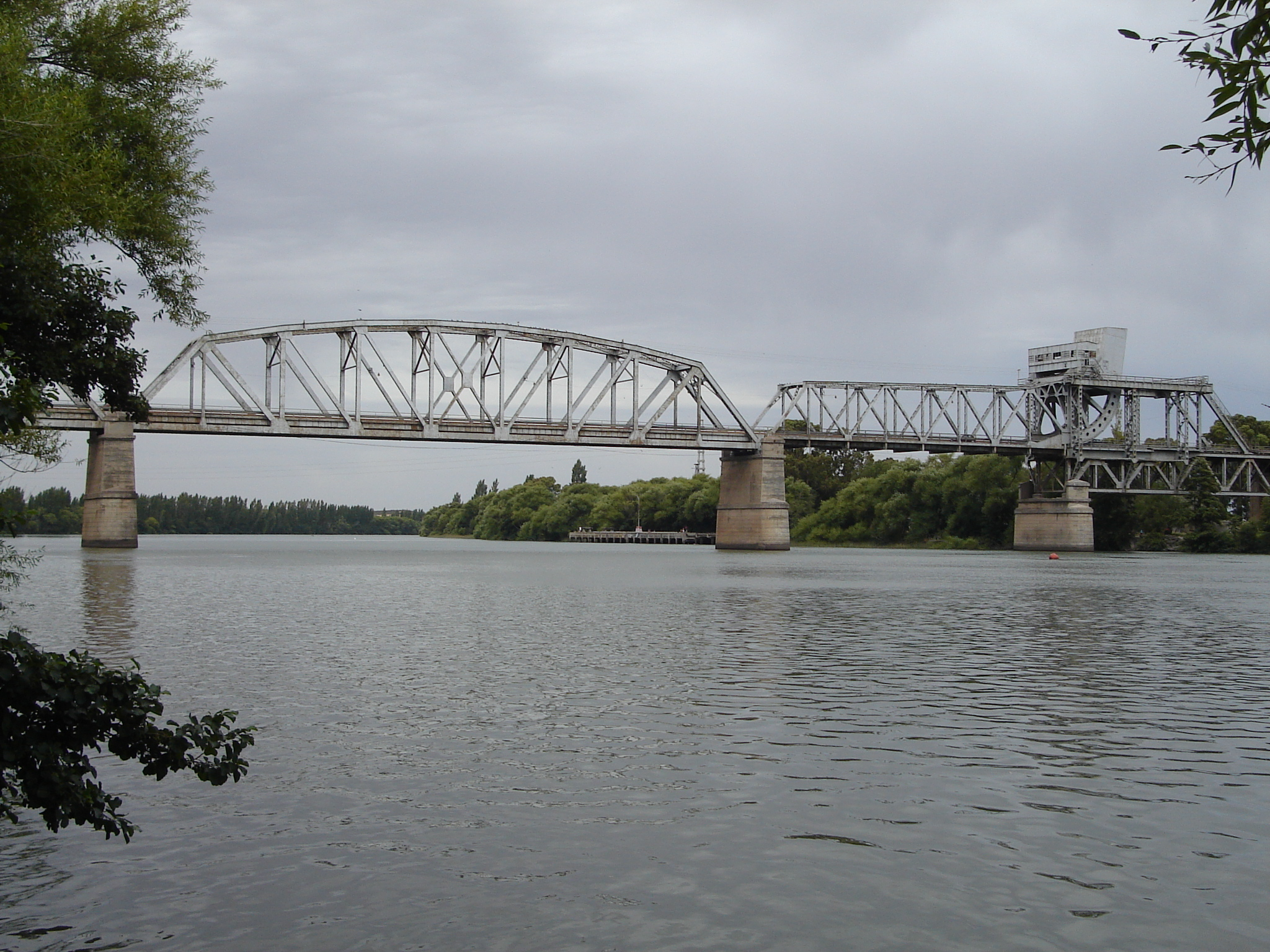
El río Negro, pocos kilómetros antes de su desembocadura en el Atlántico.

El brazo izquierdo se convierte en el arroyo Culebra que, haciendo honor a su nombre, serpentea buscando las aguas del río Hermoso, para luego continuar su marcha hacia el lago Meliquina. Este lago desagua sus aguas por el río Meliquina, el cual, al unirse con el río Filo Hua Hum, forma el río Caleufú, principal afluente del Collón Curá, que es, a su vez, el principal afluente del Limay. Este río confluye su caudal con el Neuquén, en el extremo oriental de Neuquén, y ambos forman de este modo el río Negro. Este importante curso, fluye en dirección este-sudeste, primero en territorio rionegrino en ambas márgenes, pero en el último tramo de su curso constituye el límite natural entre Río Negro y Buenos Aires. Finalmente, 30 kilómetros al sur de la ciudad de Viedma (capital de Río Negro) alcanza, junto al El Cóndor, el océano Atlántico.

### Brazo que va hacia el océano Pacífico

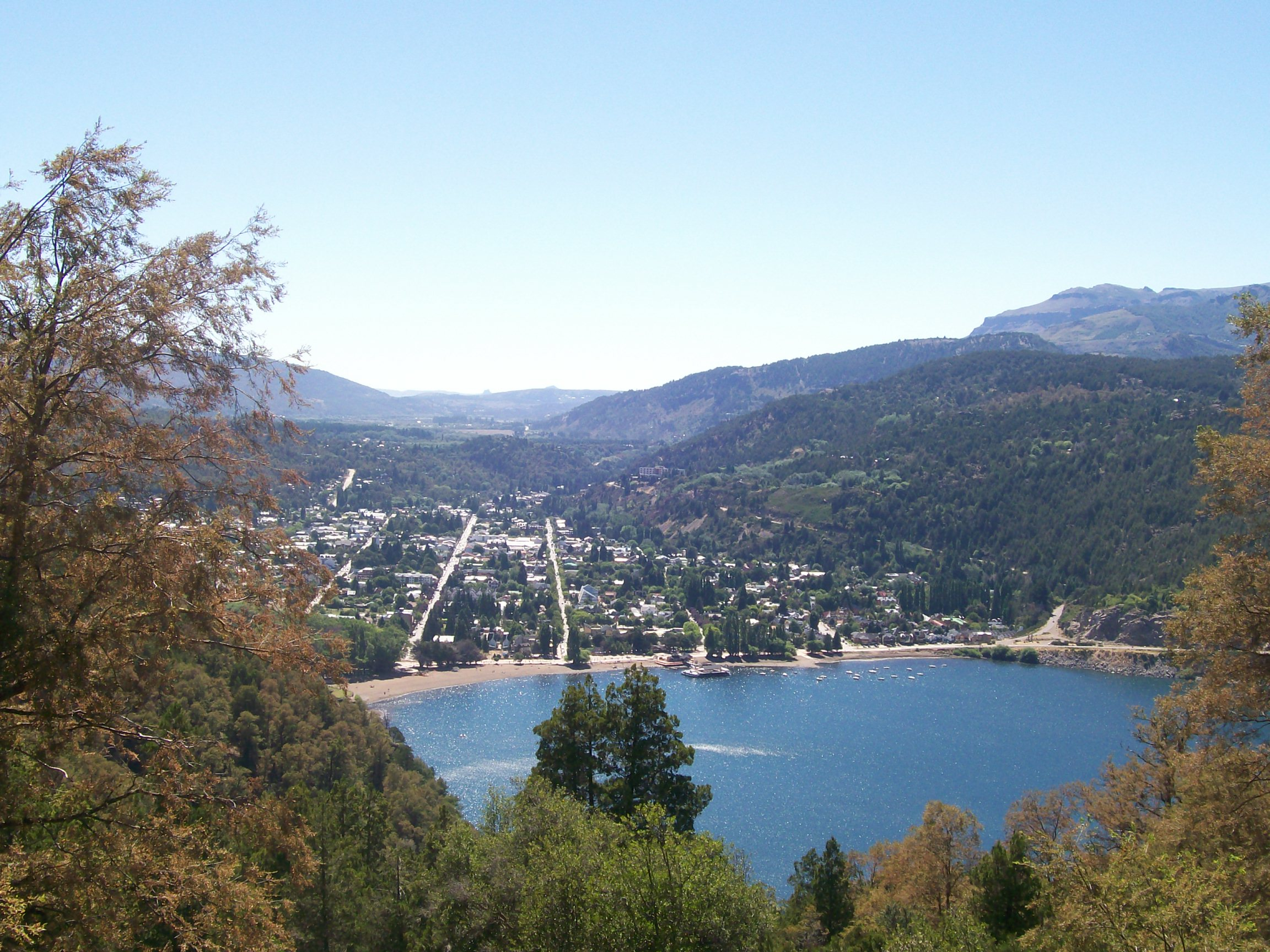
Ciudad de San Martín de los Andes, la más cercana a este arroyo, a orillas del Lago Lácar, donde vuelca parte de sus aguas el Arroyo Partido.

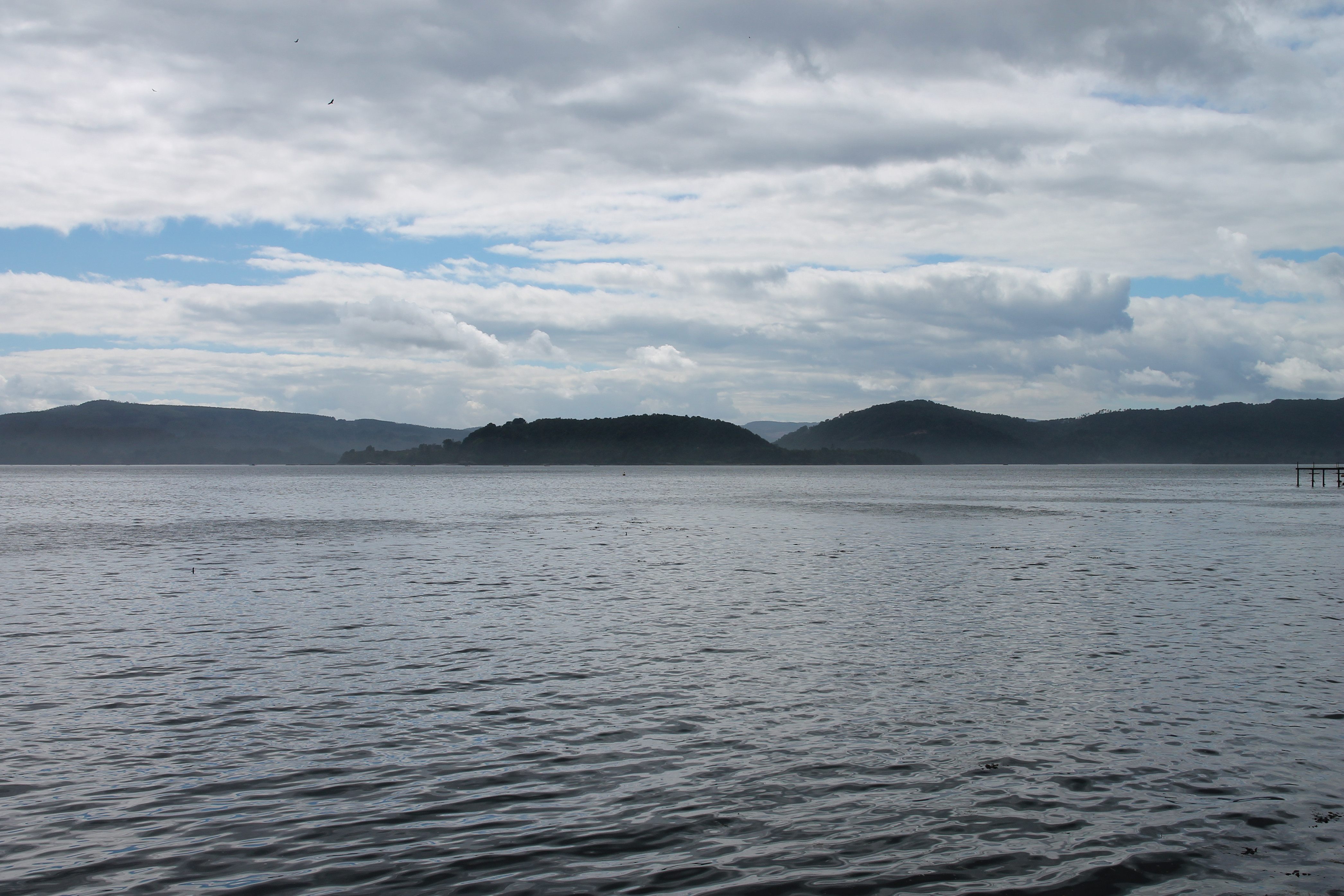
Bahía de Corral, donde desembocan las aguas que van al Pacífico.

El brazo derecho adquiere el nombre de arroyo Pil Pil, el cual vuelca sus aguas en el lago Lácar, este las pasa al lago Nonthué, que tiene como drenaje el río Hua-Hum el cual, luego de transponer el límite fronterizo entre Argentina y Chile, desemboca en el lago Pirihueico, a su vez drenado por el río Fuy, el que se une al río Neltume y forman el río Llanquihe el cual desemboca en el lago Panguipulli, a su vez este desagua a través del río Enco en el lago Riñihue. Este lago es desaguado por el río San Pedro, el cual al unirse con el río Malihue forman el río Calle-Calle, el cual empieza en el poblado de Calle Calle, localidad ubicada en los límites de las comunas de Valdivia y Los Lagos, y termina en la ciudad de Valdivia, donde pasa a llamarse río Valdivia. Finalmente este último desagua en la bahía de Corral en el océano Pacífico. 
La cuenca del brazo derecho, por lo tanto, es transcordillerana y binacional.

### Cómo visitarlo

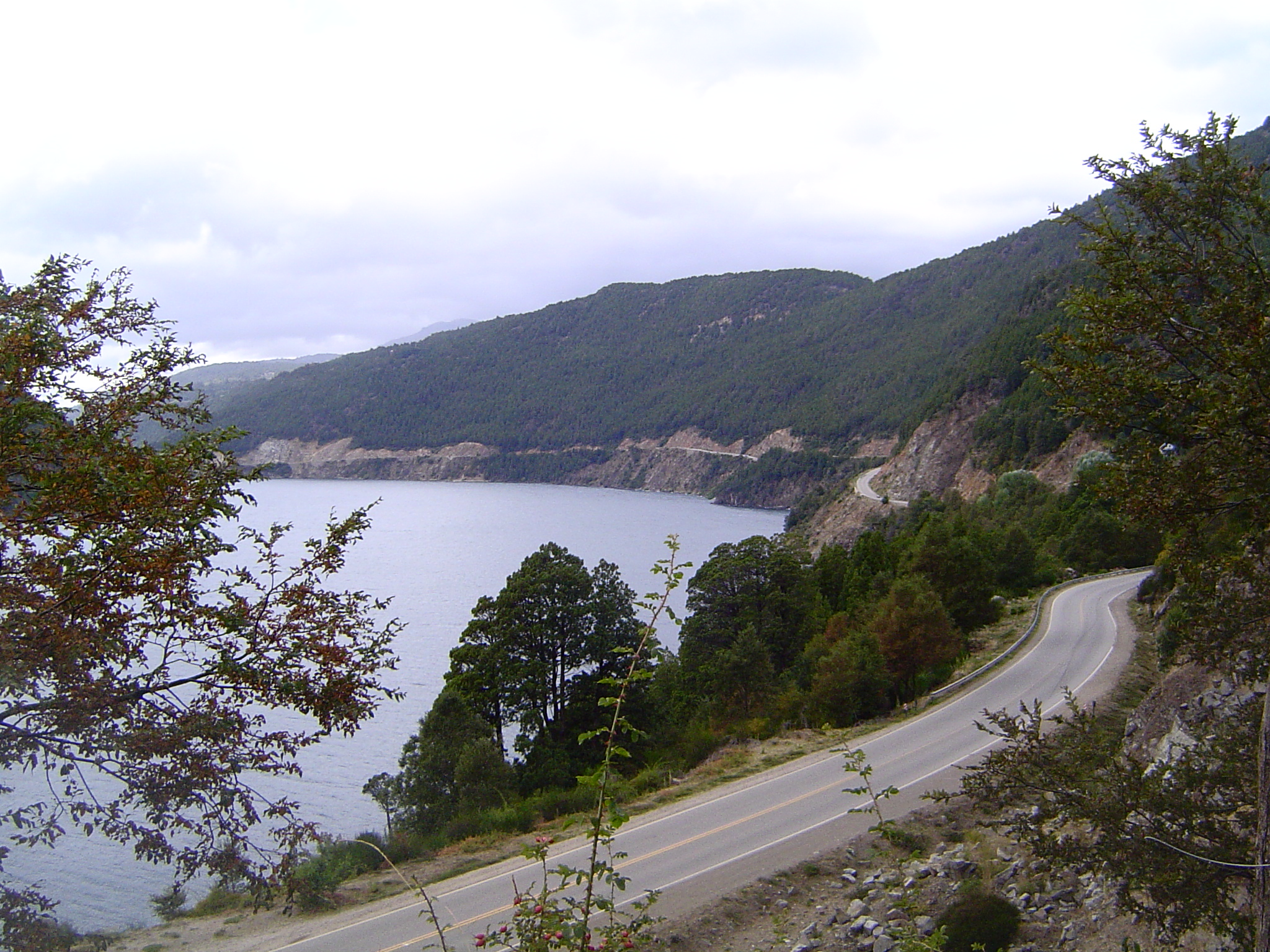
Ruta para acceder a este arroyo.

Este interesante lugar es fácilmente accesible viajando hacia el sur desde San Martín de Los Andes por la ruta nacional 234, llamada popularmente Camino de los Siete Lagos, en el km 15 se encuentra al oriente el desvío que conduce al Centro Invernal Chapelco; 5 km por delante, al oeste, se encuentra un enorme mallín (zona baja fácilmente inundable) en la zona del Paso Pilpil. En el lado oeste del puente nombrado se encuentra este interesante “Mirador del Arroyo Partido” con cartelería explicativa sobre el particular curso de agua. Desde el sur, se cruza el puente unos 4 km después de la casa del guardaparques.